# Angelo De Palo
Angelo De Palo (Terlizzi, 24 marzo 1909 – Roma, 9 agosto 1977) è stato un medico e dirigente sportivo italiano, presidente dell'AS Bari per sedici anni, dal 1961 al 1977.

## Biografia
Si laureò in medicina a Torino, dove ottenne anche una specializzazione in ginecologia. Dopo l'università tornò a Bari, dove esercitò la professione di chirurgo e ginecologo. Il lavoro lo impegnava per molto tempo e lo rese noto in città. Sposatosi con Maria Carla Girone, perse un figlio in tenera età.
Aveva in mente la fondazione di una moderna clinica per partorienti, che voleva far costruire a proprie spese. Non gli fu concessa la cattedra universitaria (lo storico Antonucci crede per opposizione delle cosiddette "baronie").
Ai tempi del liceo, poco più che sedicenne, divenne tifoso del Bari Football Club. Seguì i biancorossi anche nelle trasferte in Serie A e B nel Nord Italia, quando da studente universitario viveva a Torino.
Nel 1961, con il Bari appena retrocesso in Serie B e una riorganizzazione in atto nel club pugliese, accettò di diventarne membro della commissione di reggenza, prima assieme ai commendatori La Gioia, Marino e Brunetti, nel 1962 solo con Marino. Nel 1963, decretata dall'assessore comunale allo sport la fine del commissariamento dell'A.S. Bari, fu eletto dal nuovo consiglio d'amministrazione presidente, dopo le dimissioni del collega Marino, ed esercitò tale funzione per il resto della propria vita (pur continuando la professione di medico).
Condusse una vita intensa, passando dallo stadio e dalle faccende del Bari alla sala operatoria, tanto da venire soprannominato ginecologo volante.
Il pomeriggio del 2 agosto 1977, a Poggio Bustone, nel reatino, durante il ritiro estivo della squadra biancorossa, fu colpito da un ictus e ricoverato in serata al policlinico Gemelli di Roma, dove morì una settimana dopo per emorragia cerebrale. 
Ai funerali, a Terlizzi, cittadina in cui era nato e vissuto in gioventù, parteciparono circa ventimila persone.

## Dirigente sportivo
(Angelo De Palo)
(Gianni Antonucci)

29 marzo 1970: nell'intervallo della partita Bari-, De Palo si porta di fronte alle tribune dello stadio della Vittoria per dissuadere alcuni tifosi molto risentiti con l'arbitro Torelli, autore di decisioni discutibili nei confronti della formazione di casa.

Fu presidente del Bari per sedici anni, compreso il biennio da commissario. È stato il presidente più longevo dei galletti fino al 1998, anno in cui questo primato fu battuto da Vincenzo Matarrese.
Spesso chiamato professore, da presidente del Bari promosse per primo nelle due serie maggiori gli allenatori Tommaso Maestrelli, Lauro Toneatto e Carlo Regalia. Nel 1962 si rivelò positiva la promozione in prima squadra del tecnico dei "ragazzi" - una formazione giovanile - biancorossi Onofrio Fusco. Ebbe con Toneatto la collaborazione più proficua per durata e risultati conseguiti.
La sua presidenza vide il Bari per due anni in Serie A, nelle stagioni 1963-1964 e 1969-1970, nove anni in serie B e cinque in C.
Nell'ambiente calcistico riscosse stima e considerazione tanto da venire eletto, a metà carriera di dirigente sportivo, vice presidente di Lega.
Sul finire dell'aprile 1977 riuscì a coinvolgere i due cari e stimati amici Michele Mincuzzi e Aurelio Gironda (noto avvocato penalista barese) a collaborare alla gestione tecnica e finanziaria dell'AS Bari. I due facoltosi amici, che sarebbero diventati soci effettivi del Bari a inizio campionato 1977-1978, anticiparono sovvenzionamenti per importanti operazioni e avviarono, in sintonia con De Palo, un piano per la ristrutturazione e il rilancio del vivaio e per la modernizzazione del club.
Morto il professore, Mincuzzi e Gironda, impossibilitati a gestire da soli il Bari, dopo una breve ricerca trovarono l'assenso della famiglia Matarrese a rilevare le azioni del professore scomparso, ammontanti al 92% dell'intero capitale sociale. L'onorevole Antonio Matarrese divenne quindi successore di De Palo.
Pochi anni dopo la sua scomparsa, nel settembre 1983, fu inaugurato a Palese Macchie, periferia nord di Bari, un centro sportivo ancora funzionante negli anni duemilaventi, a lui intitolato ("Centro sportivo Angelo De Palo"), su iniziativa dell'imprenditore locale Francesco Tunzi e per interessamento della moglie.
Dopo il suo trasporto al Policlinico di Roma nell'agosto 1977, in ambulanza fu trovata sul ricettario dei medicinali la scritta "mi raccomando al Bari…".